# Carambeí (ort)
Carambeí är en ort i Brasilien.   Den ligger i kommunen Carambeí och delstaten Paraná, i den södra delen av landet, 1 000 km söder om huvudstaden Brasília. Carambeí ligger 1 053 meter över havet och antalet invånare är 13 465.
Terrängen runt Carambeí är platt norrut, men söderut är den kuperad. Runt Carambeí är det tätbefolkat, med 319 invånare per kvadratkilometer.. Närmaste större samhälle är Ponta Grossa, 16,5 km söder om Carambeí.
Omgivningarna runt Carambeí är en mosaik av jordbruksmark och naturlig växtlighet.